# Marc Cucurella i Saseta
Marc Cucurella i Saseta (Alella, 22 de juliol de 1998) és un futbolista català, que juga com a lateral esquerre pel Chelsea FC de Londres, a la Premier League. És internacional amb les seleccions catalana i espanyola.
Cucurella va fer la seva estrena amb el primer equip del FC Barcelona, però va passar la major part del seu temps al Barça jugant al filial. Va jugar més de 100 partides de La Liga amb la SD Eibar i el Getafe CF, abans d'anar-se'n al Brighton & Hove Albion FC el 2021. Va passar una temporada al Brighton abans de signar pel Chelsea el 2022.
Cucurella va ser internacional amb Espanya en tots els nivells juvenils, de la sub-16 fins a la sub-23, i va guanyar la medalla de plata al torneig olímpic de 2020. És va estrenar en la selecció espanyola absoluta el 2021, representant l'equip a la Campionat d'Europa de futbol 2024, en què l'equip va guanyar el torneig.

## Carrera de club
Cucurella va començar jugant a futsal a l'FS Alella abans d'entrar al planter del RCD Espanyol el 2006; el 2012, va marxar al FC Barcelona. El 26 de novembre de 2016, encara en edat júnior, va debutar com a sènior amb el FC Barcelona B jugant com a titular en una victòria per 4–0 a casa contra el CE l'Hospitalet a la Segona Divisió B.
Cucurella va jugar 17 partits durant la temporada 2016-17 en què l'equip va assolir la promoció d'ascens. El 7 de juliol de 2017, va renovar contracte fins al 2021, amb una clàusula de rescissió de 12 milions d'euros.
El 24 d'octubre de 2017 va debutar amb el primer equip del FC Barcelona en un partit contra el Real Múrcia a la Copa del Rei, en el qual entrà als darrers minuts en substitució de Lucas Digne. El 31 d'agost de 2018, Cucurella fou cedit a la SD Eibar, de primera divisió, per un any, amb una clàusula de compra de 2 milions d'euros. Acabada la cessió, l'Eibar va executar la clàusula, adquirint el jugador definitivament. Amb el traspàs, el Barça va afegir una clàusula de recompra de 4 milions.

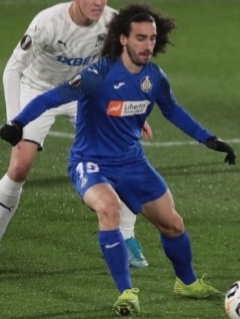
Cucurella amb el Getafe CF el 2019

El 16 de juliol de 2019, després de només setze dies com a jugador de l'Eibar, el Barça va recomprar-lo pagant els 4 milions d'euros, i el va cedir immediatament al Getafe CF dos dies després, per la següent temporada, amb una opció de compra de 6 milions. El FC Barcelona retindria també el 40% de qualsevol futura venda de Cucurella si el Getafe CF l'adquirís definitivament.
El 3 de març de 2020, el Getafe va anunciar la seva intenció d'exercir l'opció de compra per 6 milions d'euros, desvinculant-lo així del Barça. El club finalment va exercir l'opció el 30 de juny.

### Brighton & Hove Albion
El 31 d'agost de 2021, Cucurella va marxar a la Premier League en signar contracte per cinc anys pel Brighton & Hove Albion FC. Va debutar amb els The Seagulls l'11 de setembre, com a titular i jugant 82 minuts abans de ser canviat, en una victòria per 1–0 a fora contra el Brentford FC. Vuit dies després, Cucurella va debutar a casa, jugant tot el partit en una victòria per 2–1 contra el Leicester City FC. Va donar una assistència a Danny Welbeck al minut 90+1 per tal que empatés de cap, assolint un 1–1 a fora contra el Chelsea FC campió d'Europa el 29 de desembre.

### Chelsea
El 5 d'agost de 2022, Cucurella va signar pel Chelsea un contracte per sis anys. El traspàs es va valorar en 55 milions de lliures, més 7 milions addicionals en variables, quantitat rècord pel club de Brighton. Aquest traspàs és un nou màxim al futbol català, uns 65 milions d'euros fixos i 8 més en variables.
El 6 d'agost va debutar amb el seu nou club, entrant des de la banqueta, en una victòria per 1–0 a fora contra l'Everton FC a la Premier League.

## Internacional

### Catalunya
Internacional amb la selecció catalana, el 25 de març de 2019 va disputar amb la selecció catalana el partit contra Veneçuela, que va acabar amb victòria catalana per 2 a 1, a Montilivi.
El maig de 2022 Gerard López el va convocar per disputar el partit Catalunya – Jamaica a Montilivi, una victòria per 6-0 en què Cucurella fou titular en una davantera formada per ell, Cristian Tello, i Gerard Deulofeu.

## Palmarès
FC Barcelona
- 1 Copa del Rei: 2017-18[26]

#### Chelsea
- 1 Lliga conferència de la UEFA: 2024-25[27]
- 1 Campionat del Món de Clubs de futbol: 2025[28]

Selecció espanyola
- 1 Eurocopa: 2024[29]